# Lueng (Paya Bakong)
Lueng is een bestuurslaag in het regentschap Aceh Utara van de provincie Atjeh, Indonesië. Lueng telt 466 inwoners (volkstelling 2010).